# آورو ۵۵۸
آورو ۵۵۸ (به انگلیسی: Avro 558) یک هواپیمای ساختِ کارخانهٔ آورو در کشور بریتانیا است. این هواپیما در ۱۹۲۳ میلادی نخستین پرواز خود را انجام داد.